# Willis Eugene Lamb
Willis Eugene Lamb (Los Angeles, 12 de julho de 1913 — Tucson, 15 de maio de 2008) foi um físico estadunidense. Foi laureado com o Nobel de Física de 1955, por descobertas relativas à estrutura fina do espectro de hidrogênio.

## Física quântica
Além de sua contribuição crucial e famosa para a eletrodinâmica quântica por meio do deslocamento de Lamb, na última parte de sua carreira ele prestou cada vez mais atenção ao campo das medições quânticas. Em um de seus escritos, Lamb afirmou que "a maioria das pessoas que usam a mecânica quântica tem pouca necessidade de saber muito sobre a interpretação do assunto". Lamb também foi abertamente crítico de muitas das tendências interpretacionais da mecânica quântica.